# 李桓 (江西布政使)
李桓（1827年—1892年），字叔虎，號黼堂，湖南湘陰人，兩江總督李星沅和夫人郭潤玉的三子．誥封通奉大夫，官至署理江西巡撫江西布政使．咸豐同治年間在湘軍和太平軍作戰的艱難時期，分管江西的糧台和厘金，＂為江西不可缺之員＂（曾國藩保奏摺子）。 李桓重要的著作是 .，以及《國朝耆獻類徵》七百二十卷，都是《清史列傳》的重要資料來源。

## 生平
李桓（1827年－1892年），字穉仙，號輔堂，湖南湘陰人，清朝官員、學者，以其在清廷官場的卓越表現及編撰《國朝耆獻類徵》而聞名。他在太平天國運動期間為清廷籌措軍餉、管理地方防務，政績顯著，後因病辭官，專心學術，編纂多部重要史料典籍。
早年與科舉
李桓自七歲起接受九位私塾先生的教育，展現出卓越的學術天賦。1847年（道光二十七年），他以縣試第一、府試第二的優異成績考中秀才，隨後成為縣學廩生，議敘知府。1851年（咸豐元年），其父李星沅作為欽差大臣督師廣西抗擊太平軍，病逝於武宣前線。李桓奉恩旨服喪後，送部引見。
仕途經歷
1854年（咸豐四年）底至1855年（咸豐五年）初，咸豐帝兩次召見李桓，詢問其家世與學識，賜予朱圈嘉許。1855年二月，李桓奉旨以道員候選，分發江西。同年八月抵江西，署理廣饒九南道。1856年（咸豐六年），他兼署按察使，三月正式授江西督糧道，時年僅28歲。同年七月，卸按察使職，專任督糧道，兼署廣饒九南道，至十二月卸廣饒九南道職。1857年（咸豐七年）二月，再次兼署按察使。
1860年（咸豐十年），李桓兼署布政使，卸督糧道職，三月卸按察使，六月卸布政使，回任督糧道。1861年（咸豐十一年），他先後署理按察使、布政使，並於年底正式授江西布政使，兼署江西巡撫，時年34歲。1862年（同治元年），他卸署布政使，專任巡撫，二月卸巡撫職，正式擔任布政使，負責南昌省城防務，為抗擊太平軍籌措軍餉，政績卓著。1863年（同治二年），奉旨督辦陝南軍務，卸布政使職，前往武昌途中因中風病發，返回故里。
1864年（同治三年），因南康縣許高鴻一案措辭不當，李桓被降三級，其上司江西巡撫沈葆楨亦被降二級。1865年（同治四年），在湖南巡撫李瀚章的保奏下，李桓官復原職，賞還二品頂戴。同年，陝甘總督楊岳斌奏請李桓出任西征大軍（平捻平回）總糧台，駐節武昌，但李桓因病未癒，辭去此職。
學術貢獻
李桓因病辭官後，隱居24年，潛心編撰史籍。其代表作包括：
《國朝耆獻類徵》（720卷，附《國朝賢媛類徵初編》12卷, 附《国朝贤媛类征初编》12卷）：
該書輯錄清朝自1616年（天命元年）至1850年（道光三十年）間人物傳記，分宰輔、卿貳、詞臣等19類，附《述意》、《總目》等。編纂體例嚴謹，以清國史館傳記為主，輔以自傳與私家志銘，注重史料真實性，避免溢美之詞。該書於1867年（同治六年）草創，1881年刊行總目，經學者校勘後，1891年（光緒十七年）自刻刊行。
據清史專家王鍾翰研究，《清史列傳》中過半數傳記（1649/2894）源自《耆獻類徵》，史料價值極高。
《寶韋齋類稿》（100卷）：
包括奏疏（4卷）、官書（24卷，含歷任稿、厘金局稿等）、尺牘（48卷，與曾國藩、左宗棠等湘軍將領的通信）、《甲癸夢痕記》（6卷，補遺2卷，記述1854-1863年仕途回憶）、《明論》（4卷，明史研究）、詩錄（2卷，自傳體詩歌）、文錄（3卷，家族傳記）及《賓退紀談》（7卷，雜記評論）。
其中，尺牘記錄了湘軍與太平天國戰事的細節，是研究清代軍事與政治的第一手資料。
李桓於1891年（光緒十七年）完成《寶韋齋類稿》，同年12月初四（公曆1892年1月3日）病逝於長沙芋園獻軒，享年65歲。
《清史稿》總纂之一的吳慶坻於其所著之《蕉廊脞錄》中記有一篇《李桓自輓聯句》：
「李輔堂中丞桓病中自作自輓聯句云：
作秀才十年，作外吏十年，作江湖野老三十年，來日無多，於願已足。
刻聖跡百卷，刻自著百卷，刻耆獻類征七百卷，幾生修到，其書滿家。」
其墨跡「留雲」二字現存於杭州西泠印社小盤谷石刻。

## 《清史列傳》和李桓的關係
李桓編撰的《國朝耆獻類徵》七百二十卷, 草創於同治六年（1867） , 附《国朝贤媛类征初编》12卷
，15年後，曾將總目刊出，郵寄海內學者嚴加證正．2年後李桓又將全帙交黔陽楊樂庭覆勘，至光緒十七年（1891），自刻刊行．據清史專家王鍾翰先生研究，《國朝耆獻類徵》七百二十卷 是《清史列傳》中過半數以上的資料來源．《清史列傳》 中2894個傳記中有1649個傳記從《類徵》中過錄。

## 《清史稿》和李桓的關係
民國三年（1914年），經國務院呈文，大總統袁世凯設清史館，以趙爾巽為館長，繆荃孫、柯劭忞等人為總纂，總領清史修撰工作，參與者先後有一百餘人。
李輔燿（字補孝，號幼梅，李桓之子，李星沅之孫）日記第十卷377頁記載：
「佛翼來商清史館徵書事 《文恭公全集》由佛翼（李輔焌，李概之子，李桓之姪）出名呈送 ;《耆獻類徵》、《小芋香舘詩集》、.，由八兒（李相綸，又名李庸，民國書法家，李輔燿之子，李桓之孫）出名呈送 。巡按史已設有徵書處也」。（李辅燿:《李辅燿日记》,日記寫於民國四年1915年1月9日。）
根據以上的記錄，毫無疑問，國史館內《清史稿》的編輯們是看到了.和《國朝耆獻類徵七百二十卷》
，《清史稿》內有多少列傳條目是參考了《國朝耆獻類徵》, 附《国朝贤媛类征初编》12卷, 仍待細考。

## 李桓（1827-1891）仕途一覽表
| 年⽉／事件學歷 | 學歷／授官／品秩出任       | 出任／兼任／卸任           | 參考⽂文獻／索引 |
| --- | -------------------------- | -------------------------- | --- |
| 道光二十一年 1841 閏三月初五 “桓兒是日就傅，” | 童生                       | 入私塾                     | 李星沅日記 上冊 186頁 |
| 道光二十三年1843 正月十九日 “送桓兒入學” | 生員--秀才                 | 入縣學                     | 李星沅日記 下冊 472頁 |
| 道光二十七年1847 參加湖南邑試，考取童試第一名，府試第二名，院試第二名。得秀才功名，梁榘亭為其座師，“丁未應邑試長案第一 府院試皆第二 遂幸入庠”。                                                                                   | 秀才                       |                            | 寶韋齋類稿 卷九十八 賓退記談 |
| 道光二十八年1848 參加湖南戊申科試，考得稟生：“戊申應科試經古場第二正場第一項補稟膳”。 | 稟生                       | 入庠                       | 寶韋齋類稿 卷九十八 賓退記談 |
| 咸豐元年,1851⽗ 李星沅歿，上詔 “次子李概三子稟⽣生李桓均著。俟服闕後，交吏部帶領引⾒。候朕施恩，欽此” | 得諭由吏部引見             | 服孝廿七個月               | 李文恭公⾏述 |
| 咸豐三年,1853三⽉“在籍贊助軍需恩准以知府選⽤用” “在籍捐助軍餉.保奏以知府雙月選用” | 雙月候選知府               | 服孝中，無受選和出任記載   | ⾱韋齋類稿 卷⼀，升授道員恭謝天恩摺⼦，揀發江⻄西道員請訓摺⼦，兼署江⻄西臬司恭謝天恩摺⼦ |
| 咸豐四年，1854,十二月九⽇日 “吏部以⾂遵旨，赴部帶領引⾒見。奉旨李桓著以道員⽤用，欽此” | 候選道員                   | 又待見                     | 寶⾱韋齋類稿 卷⼀,升授道員恭謝天恩摺⼦ |
| 咸豐五年1855二⽉月十五日 “吏部以⾂揀發江西道員,帶領引⾒見，奉旨李桓著發往江⻄西以道員差遣委⽤用，欽此” | 江西道員 正四品            |                            | 寶⾱韋齋類稿 卷一, 升授道員恭謝天恩摺⼦ |
| 咸豐五年⼋月抵江西 “經前署撫⾂臣陸元烺奏 委署理廣饒九南道篆” | 廣饒九南道 正四品          | 廣饒九南道                 | 齋類稿 卷⼀,兼寶⾱韋署江西臬司恭謝天恩摺⼦，寬免失守屬境處分恭謝天恩摺⼦ |
| 咸豐五年,“嗣逆氛逼近省垣 經前署撫臣奏委 總理全城防務監司 忝領戎備兼籌” |                            | 廣饒九南道,兼省城防務總理  | 寶⾱韋齋類稿 卷⼀， 兼署江西臬司恭謝天恩摺⼦ |
| 咸豐五年冬 “開辦釐⾦金 ⼤大府委予總理” |                            | 兼江西釐金局總理           | 寶⾱韋齋類稿 卷⼋⼗⼀，甲 癸梦痕记五，補遺二 瑣⾔ |
| 咸豐六年1856,一月三⼗⽇ “丞准撫⾂文俊⾏行知，以臬司印務,奏明委⾂兼署” |                            | 廣饒九南道，兼江西按察使   | 寶⾱韋齋類稿 卷⼀，兼署江⻄臬司恭謝天恩摺⼦ |
| 咸豐六年三月 “蒙恩旨特畀糧儲” | 江西糧儲道 正四品          | 江西糧儲道                 | 寶⾱韋齋類稿 卷⼀寬免失 守屬境處分恭謝天恩摺子 |
| 咸豐九年1859⼗⽉七日 “奉撫⾂臣毓光宸⾏知，以臬司印務奏明，委⾂兼署” |                            | 江⻄按察使（兼）           | 寶⾱韋齋類稿 卷⼀ 兼署江 西臬司恭謝天恩摺子（之⼆28⾴） |
| 咸豐⼗年1860三⽉一⽇ “承准撫⾂臣惲光宸⾏知以藩司印務奏明，委⾂暫⾏兼署等因 當經布政使” |                            | 江西布政使（兼）           | 寶⾱韋齋類稿 卷一兼署江西布政使恭謝天恩摺⼦ |
| 咸豐⼗一1861年四⽉月⼆十四⽇日 “接奉撫臣毓科⾏知，以臬司印務奏明，委⾂署理等因，當經署按察使⾂張敬修將臬司印信⽂文卷，移交前來臣當即恭設香案，望闕叩頭”                                                                           |                            | 江西按察使（兼）           | 寶⾱韋齋類稿 卷⼀，兼署江西臬司恭謝天恩摺⼦ （之三 34⾴） |
| 咸豐⼗一年七⽉二⼗七日 “接奉撫⾂毓科⾏行知，以藩司印務奏明，委臣署理等因，旋准前署布政臣張集馨將藩司印信⽂卷移交前來，臣謹恭設⾹案望闕叩頭                                                                                        |                            | 江西布政使 兼江西按察使    | 寶⾱韋齋類稿 卷⼀一 兼署江西布政使恭謝天恩摺子 （之⼆ 36頁） |
| 咸豐⼗一年⼗二⽉二⼗三日（注：咸豐帝⼋月薨）“接奉撫⾂臣毓科⾏行知，承准議政王軍機⼤臣字寄，奉上諭江西督糧道李桓著交軍機處，以江西藩臬兩司遇缺提奏並暫緩引⾒等因，欽此”                                                            |                            | 江西布政使 兼江西按察使    | 寶⾱韋齋類稿 卷一 江⻄藩臬兩司遇缺提奏恭謝天恩摺子 |
| 同治元年正⽉月1862初六戌刻承准議政王軍機⼤大⾂臣字寄，咸豐⼗一年⼗二月⼗八⽇奉上諭 “沈葆楨補授江⻄西巡撫，李桓補授江⻄布政使，沈葆楨未到任以前。著李桓署理矣等因，欽此”                                                           | 江西布政使 從⼆品          | 江⻄巡撫（護院）           | 寶⾱韋齋類稿 卷⼀，升授江西藩司暫署撫篆恭謝天恩摺子 |
| 同治元年⼆⽉十五⽇ “新任江⻄撫⾂沈葆楨由閩⾏抵江省 … 將藩司印信⽂卷移交前來，臣謹即公設⾹案，望闕叩頭” |                            | 江西布政使                 | 寶⾱韋齋類稿 卷二， 奏報交卸撫篆接受藩篆⽇期恭謝天恩摺子 |
| 同治⼆年1863⼆月初⼆接奉 “飭令李桓即由江西起程，前赴漢中軍營接辦毛震壽陝南軍務...欽此” | 陝南軍務（原屬陝西布政使） | 接陝南軍務江西布政使（卸） | 寶韋齋類稿 卷⼆，接辦陝 南軍務恭謝天恩摺⼦ |
| 同治⼆年三月，回⾧長沙變賣產業，募捐⼆萬並廉余數千，招募親兵千⼆百人。四⽉⼗三⽇日⾄武昌，⼗八⽇日過船失足，⼆十日 “肝⾵風中於左肢，疾遂⼤大作...楚督官相為請假一月 續請兩月，回籍醫治，迄未愈，乃由湘撫惲公，奏乞開缺，恩旨允准” |                            | 因病開缺卸任               | 寶⾱韋齋類稿 甲癸夢魂記一 守分。寶⾱韋齋類稿 官書⼆十四感疾不能治軍懇請奏明給假稟。寶⾱韋齋類稿 官書⼆十四假期已滿，病勢未減輕，奏明開缺回籍調理稟寶。韋齋類稿 官書⼆十四，二次假滿仍未痊瀝 請明開缺調理稟 |
| 同治三年1864秋，以同治元年 “江藩任辦南康縣劣衿許⾼鴻⼀案，手札失辭，奏請議處，奉旨鐫級”，“降三級調⽤” | 正四品                     | 不復出仕                   | 曾國藩全集七， 奏議 203-204，李家譜 340頁 |
| 同治四年1865冬 “湖南巡撫筱泉李公查獎捐輸，以桓在官，曾由本籍捐解萬兩疏，奉賞還原銜品服” | 從⼆品                     |                            | 寶⾱韋齋類稿，詩錄⼆，⽣春詩三十⾸注，李家譜 340頁 |

## 家庭

### 父母
父 李星沅（1797-1851）清 道光十二年（1832）進士，官至兩江總督、太子太保，謚 文恭．出版文本：
《李文恭公全集》
《李文恭公遺集》
《李文恭公詩文集》
《李星沅日記選錄》
《李文恭公詩文集》
《李文恭公奏議》
《李文恭公文集》
母 郭潤玉（1797—1838），字昭華，號笙愉，別號壺山女士。湘潭人。嘉慶十九年進士、酃縣知縣郭汪燦女。郭潤玉與其姑祖母郭步蘊、姑母郭友蘭、郭佩蘭，姊姊郭漱玉，皆有詩名，並稱“湘潭郭氏閨秀”。選編《湘潭郭氏閨秀集》、郭潤玉著有《簪花閣遺稿》 一卷、《梧笙館聯吟初輯》二卷（與丈夫李星沅合著）。《湘潭郭氏闺秀集八卷》。

### 兄弟姊妹
長姊 李楣（1819-1883）適 何慶涵（何紹基之長子），有《浣月樓遺詩》二卷
長兄 李杭（1821-1848）清 道光廿四年（1844）進士，官至翰林院编修，著有《小芋香舘詩賦》十二卷
仲兄 李概（1824-1881）監生
四弟 李榛（1840-）監生
五弟 李梡（1850-1886）縣學附生

### 子
長子 李輔燿 （1848-1916）出嗣长兄李杭．清 光緒丙子科鄉試（1876）副榜第一名，由内阁中书官至杭嘉湖道,宁绍台道， 曾署浙江都轉盬運使司
次子 李輔焯 （1858-1873）監生

### 孫
長孫 李相鈞（1866-1923）監生. 江蘇補用知縣. 翻譯家李青崖 (莫泊桑短篇小说集，三个火枪手），李丹（悲惨世界）之父.
仲孫 李相綸（1888-1959）辅焯嗣子．河南補用知縣．書法家.
三孫 李相慈（1900-1974）主事銜．銀行家.＂长沙芋園翰墨珍聞＂
＂留得春風屬后生＂书作者李崧峻之父 .